# オリバー・アイケルベルク
オリバー・アイケルベルク（Oliver Eickelberg, 1968年5月3日-）はドイツ人医師、医学研究者。ドルトムント出身。 
ミュンヘンの州立大学ルートヴィヒ・マクシミリアン大学教授、ドイツ研究センターヘルムホルツ協会のミュンヘン支部、ヘルムホルツセンター ミュンヘン (Helmholtz Zentrum München GmbH)の研究室所長、兼呼吸器学専門の橋渡し研究研究所であるComprehensive Pneumology Center（CPC）の基礎研究所長、ドイツ肺疾患研究センター（DZL）役員。特発性肺線維症、慢性閉塞性肺疾患の研究を専門としている。

## 経歴
リューベック大学、ウィーン大学、バーゼル大学の医学部で学び、バーゼル大学にて医学博士号（MD）を取得。その後アレクサンダー·フォン·フンボルト財団より助成金を得、イェール大学医学大学院に４年間ポストドク研究員として腎臓学と呼吸器学の研究に携わる。
イェール大学医学大学院修了後の2002年ギーセン大学にて助教授のポストを得てドイツに帰国。そこで国際大学院プログラム、分子生物学および呼吸器生物学（MBML）を設立。2008年よりミュンヘンにて現職。
世界五大医学雑誌の一つであるランセットは2012年に、アイケルベルクを呼吸器学会のライジングスターと紹介した。
2014年、欧州で最大の学術学会である欧州呼吸器学会ERS(European Respiratory Society)のチェアを務めた。他にも主な欧州における学会で数多くの公演をしており、欧州を代表する呼吸器学研究者。

## 受賞
- 2002年 Sofia Kovalevskaya Award
- 2013年 Gay-Lussac-Humboldt-Preis[5]